# مورز
مَوَرز، روستایی در بخش بازفت شهرستان کوهرنگ از توابع استان چهارمحال و بختیاری است.در گذشته تلفظ روستای مورز به شکل( مُوْرَز movraz)مکانی پر از درخت انگور.مُو[ م َ/ م ُ ] (اِ) درخت انگور که رَز نیز گویند. (ناظم الاطباء). درخت انگور است . (انجمن آرا) (آنندراج ). تاک . رَز. تنک . میوانه

این روستا از غرب به چمن گلی، از شرق به دیناران، از جنوب به رودخانه کارون و از شمال به زردکوه متصل است. بازفت در مرز استان خوزستان و چهارمحال بختیاری است.
روستای مورز در حدود ۱۵۰ کیلومتری شهرکرد و همچنین ۱۹۰ مسجدسلیمان واقع شده‌است.
مورز متشکل از هفت فامیل بهزادی،اسدی،یوسفی،عیدی پور، بارانی،علایی،ویسی  می باشد در مجموع طایفه شیخ رباط را تشکیل می دهند.
فامیل بهزادی از اولاد ابوالحسنی طایفه منجزی می باشند.

## جاهای دیدنی
رودکارون
پل خدآفرین
زردکوه
چشمه مورز 
جنگل های بلوط زاگرس
منطقه کوهستانی و عشایری سروه
باغ های سردره
گور دخمه های باستانی
قبرستان پانصد ساله